# Modena (provincie)
De provincie Modena is gelegen in de Noord-Italiaanse regio Emilia-Romagna. In het noorden grenst ze aan de Lombardische provincie Mantua, in het oosten aan de provincie Ferrara en de metropolitane stad Bologna, in het zuiden aan de Toscaanse provincies Lucca en Pistoia en ten slotte in het westen aan de provincie Reggio Emilia.
Het noordelijke deel van de provincie ligt in de dichtbevolkte Povlakte. Hier liggen de twee grootste steden Modena en Carpi. Het gebied is sterk geïndustrialiseerd. In Maranello, ten zuiden van de hoofdstad worden de automerken Maserati en Ferrari geproduceerd. Rond Sassuolo aan de rivier de Secchia is veel keramiek-industrie te vinden. Het landschap wordt naar het zuiden toe steeds heuvelachtiger. Op de grens met de regio Toscane hebben de bergen een hoogte van meer dan 2100 meter. De Monte Cimone (2165 m) is het hoogste punt van de provincie en van de regio Emilia-Romagna.
De hoofdstad is al van ver te zien dankzij de 87 meter hoge toren Ghirlandina. De naam van de stad is waarschijnlijk van Etruskische afkomst. Toen in 187 voor Christus de Via Emilia aangelegd werd groeide de stad snel. De Romeinse naam van de stad was Mutina In het huidige stadscentrum van Modena zijn vooral middeleeuwse monumenten te vinden zoals de 11e-eeuwse kathedraal en toren Ghirlandina. Het enorme Palazzo Ducale dateert uit de zeventiende eeuw. In het stadspark Novi Sad worden vaak concerten gegeven zoals Pavarotti and Friends. Luciano Pavarotti werd in 1935 in Modena geboren, evenals Enzo Ferrari en de Italiaanse rockzanger Vasco Rossi.
Twintig kilometer ten noorden van Modena ligt Carpi dat een goed bewaard 14de-eeuws kasteel heeft, het Palazzo dei Pio. Een andere plaats met een mooi middeleeuws kasteel is Finale Emilia hier staat het robuuste Rocca Estense. Vanuit Modena loopt naar het zuiden de SS12 naar de belangrijke bergovergang Passo Abetone die een hoogte heeft van 1388 meter. Ten noorden van de pas ligt Sestola dat een belangrijk skioord is.

## Belangrijke plaatsen
- Modena (180.110 inw.)
- Carpi (61.111 inw.)
- Sassuolo (40.649 inw.)
- Mirandola (21.482 inw.)